# Sietas Typ 67
Der Typ 67 ist ein Container-Feederschiffstyp der Sietas-Werft in Hamburg-Neuenfelde.

## Geschichte
Der Typ 67 wurde von verschiedenen Reedereien geordert und in den Jahren von 1970 bis 1972 in 13 Einheiten gebaut. Eingesetzt wurden die Schiffe anfangs vorwiegend auf europäischen Containerzubringerdiensten, wo sie bald zu einem Standardschiffstyp wurden, sowie in der Holzfahrt. Durch Weiterverkäufe fand man die Schiffe der Baureihe später weltweit in der Küstenfahrt.

## Technik

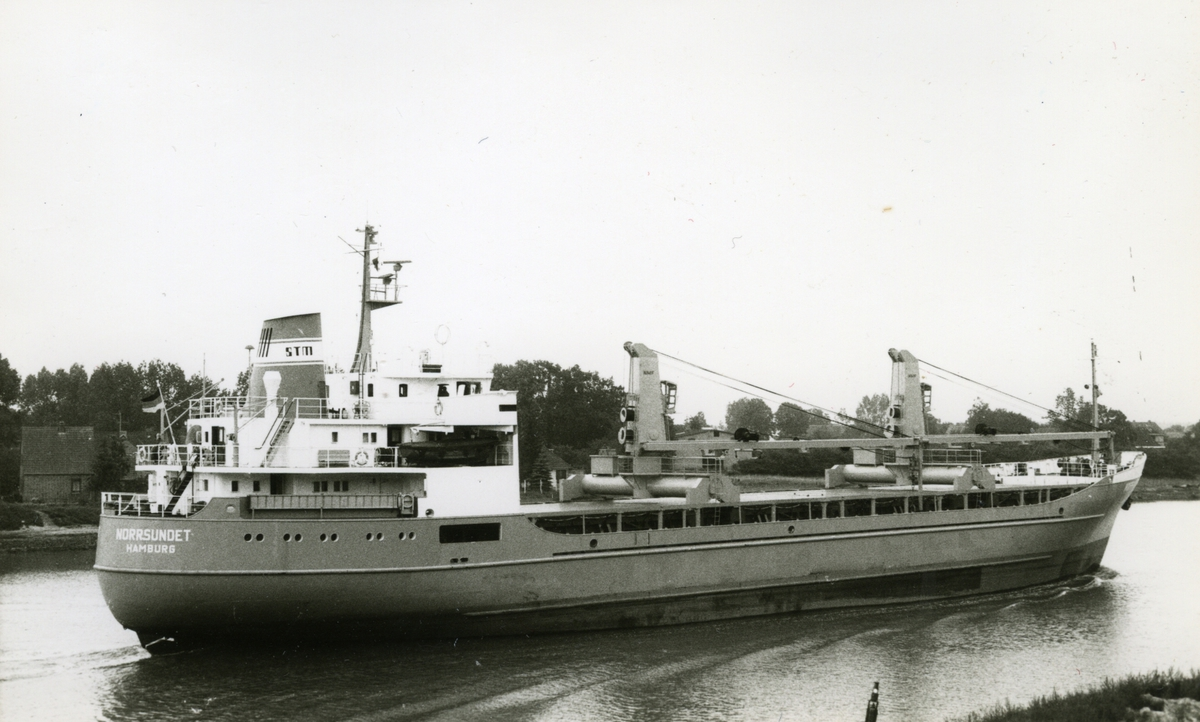
Die Norrsundet, ehemals Ursa

Der einzelne weitestgehend kastenförmige Laderaum (box-shaped) mit einem Getreide-Rauminhalt von 4.648 m³ hat eine Lukengröße von 51,00 Meter mal 10,20 Meter und ist für den Transport von Containern und den Transport von Gefahrgutcontainern ausgerüstet. Auf die serienmäßige Ausrüstung mit Cellguides wurde verzichtet. Durch die Form des Laderaums ist der Schiffstyp auch in der Zellulose- oder Paketholzfahrt einsetzbar. Darüber hinaus ist die Tankdecke für die Stauung von Schwergut verstärkt. Es wurden schwergutverstärkte hydraulisch betätigte Faltlukendeckel verwendet. Mehrere Schiffe, wie beispielsweise die Estebogen oder die beiden zuletzt gebauten Scol-Einheiten, erhielten Schwenkkräne und/oder verfahrbare Drehkräne der Hersteller NMF bzw. Hägglunds.
Die eisverstärkten Rümpfe der Schiffe wurden in Sektionsbauweise zusammengefügt. Angetrieben wird der Typ 67 von Viertakt-Dieselmotoren verschiedener Hersteller, die bei einigen Schiffen mit einem Wendegetriebe auf einen Festpropeller, bei der Mehrzahl der Schiffe jedoch auf einen Verstellpropeller wirken. Ein Teil der Schiffe verfügt über ein Bugstrahlruder zur Unterstützung der An- und Ablegemanöver. Aus Basis des Typs 67 entstand der weitgehend baugleiche Typ 69.

## Die Schiffe

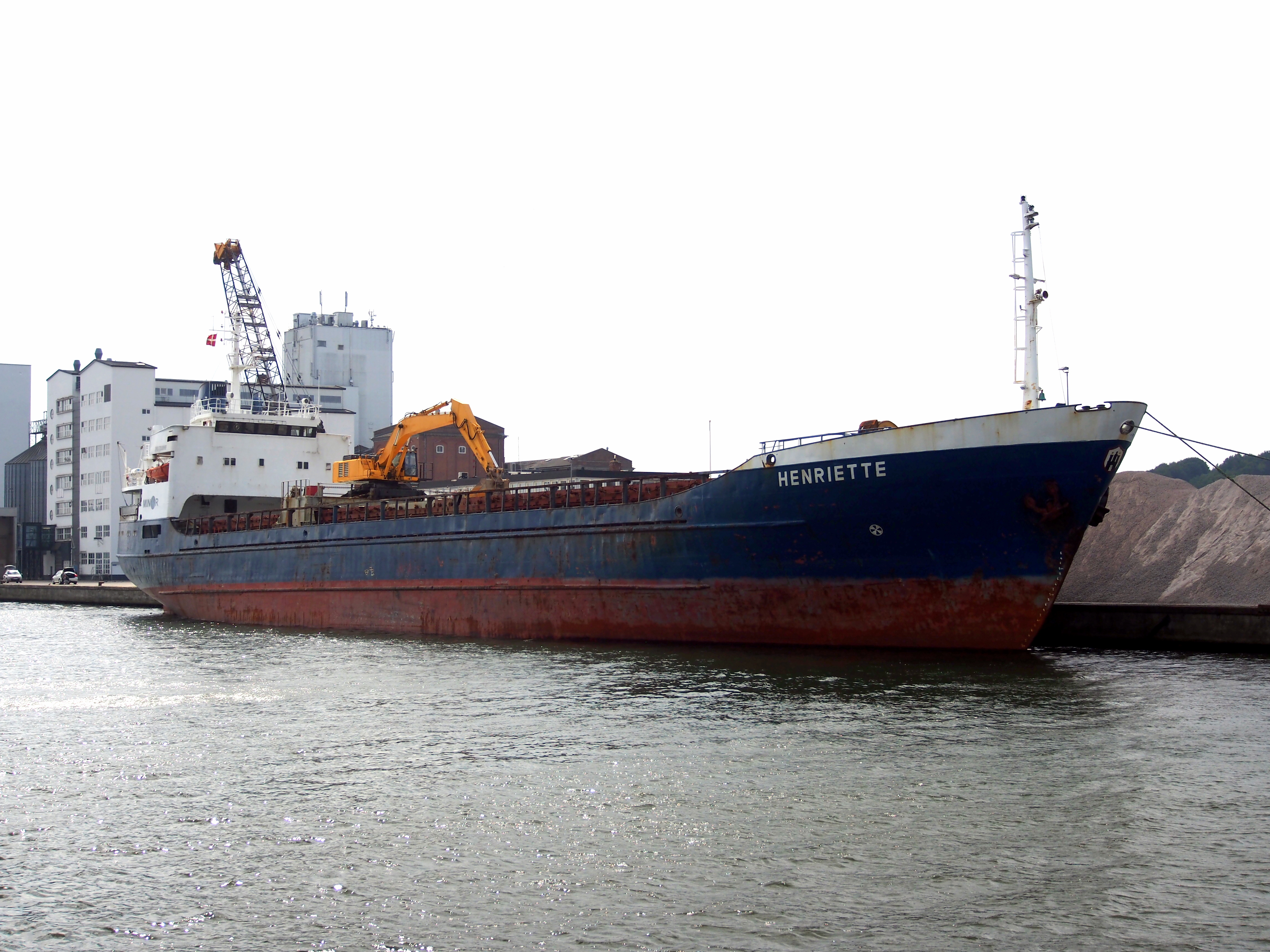
Die Henriette, ehemals Frauke, im Jahr 2013

| Sietas Typ 67  | Sietas Typ 67 | Sietas Typ 67 | Sietas Typ 67          | Sietas Typ 67                          | Sietas Typ 67 |
| Bauname        | Bau- nummer   | IMO- Nummer   | Stapellauf Ablieferung | Auftraggeber                           | Umbenennungen und Verbleib |
| -------------- | ------------- | ------------- | ---------------------- | -------------------------------------- | --- |
| Widukind       | 639           | 7029201       | 05.07.1970 07.11.1970  | Diedrich Tamke, Königreich             | 1981 ZIM Constantza → 1982 Widukind → 1983 Taurus → 1984 Nattco Carrara → 1985 Traverway Express → 1989 Taurus II → 1990 Oued Ziz → 1992 Seinehaven → 2001 Viola III → 2009 Friendship, ab dem 18. November 2016 in Alang verschrottet                                         |
| Lübbecke       | 664           | 7041053       | 25.09.1970 28.11.1970  | Friedrich & Harald Osterwisch, Hamburg | 1977 Ibesca Britannia → 1978 Ibesca Belgica → 1980 Lübbecke → 1983 Deichtor → 1983 Gerard Patrick Purcell, von September 1983 bis Januar 1984 zum Viehtransporter umgebaut → 2004 Yesser → 2008 Almahmoud 3 → 2013 Pacific M, so 2022 in Fahrt                                 |
| Patricia       | 680           | 7034880       | 27.10.1970 19.12.1970  | Peter Döhle, Hamburg                   | 1976 Scol Action → 1977 Patricia → 1985 Patricia I → 1985 Patricia → 1986 Patric → 1988 Baltic Trader → 1993 Stevns Trader→ 2003 Amna A, am 12. Dezember 2010 in Aliağa verschrottet                                                                                           |
| Twiehausen     | 674           | 7036606       | 23.11.1970 14.01.1971  | Fr. & H. Osterwisch, Hamburg           | 1977 Ibesca Espana → 1978 Ibesca Algeria → 1980 Twiehausen → 1983 Sabine D → 1988 Sarah → 1995 Bremer Handel → 1997 Sarah → 2001 Norsund → 2001 Sarah → 2009 Ranyus, ab dem 25. Juli 2014 in Aliağa verschrottet                                                               |
| Baltica        | 679           | 7040994       | 11.12.1970 05.02.1971  | Peter Döhle, Hamburg                   | 1976 Scol Hunter → 1977 San Pancracio I → 1994 Baltica → 2002 Taha 1 → 2008 Letfallah 4 → 2013 Amal, ab dem 28. August 2014 in Aliağa verschrottet |
| Heino          | 646           | 7052404       | 30.12.1970 26.02.1971  | Jonny Winter, Hamburg                  | 1971 Baltic Unit → 1973 Scol Venture → 1976 Heino → 1982 Eve → 1986 Eden → 1991 Hacklin White → 1992 Eve → 1993 Etzel → 1996 Nanny → 1999 Nelly → 2004 Abdulkader F → 2005 Schooner, ab dem 5. April 2014 in Aliağa verschrottet                                               |
| Frauke         | 648           | 7110995       | 10.06.1971 07.08.1971  | Paul Heinrich, Hamburg                 | 1971 Denise → 1972 Comar II → 1974 Frauke → 1981 Frauden → 1985 Denise → 1990 Henriette → 2018 Tiger M → 2022 Yalissa, so 2022 in Fahrt |
| Ursa           | 672           | 7114800       | 02.07.1971 11.09.1971  | W. & K. W. tom Wörden, Gräpel          | 1977 Norrsundet → 1983 Ingeborg II → 1992 Kiefernwald → 2006 Kiefernwood → 2008 Aalaae J, ab dem 1. August 2017 in Aliağa verschrottet |
| Hannes Knüppel | 665           | 7117503       | 26.08.1971 08.10.1971  | H. H. Knüppel, Hamburg                 | 1973 Margret Knüppel → 1982 Pinto → 1982 Hannes Knüppel → 1984 Margret → 1991 Skanden → 1992 Hacklin Blue → 1993 Carina → 1996 Coralli → 1998 Bremer Banken → 2002 Coralli→ 2003 Corally → 2003 Hannes, ab dem 5. Dezember 2014 in Aliağa verschrottet                         |
| Nautic         | 675           | 7118870       | 18.09.1971 14.11.1971  | Hans Beilken, Brake                    | 1987 Elmwood → 1990 Nautic → 1994 Aquila → 1994 Mets → 2004 Amer F → 2006 Lady Ranim → 2008 Soumaya-J, am 26. September 2023 in Aliağa verschrottet |
| Estebogen      | 686           | 7128370       | 17.12.1971 16.02.1972  | Bauer & Hauschildt, Hamburg            | 1975 Scol Unit → 1978 Estebogen → 1984 Vesturland → 1985 Urridafoss → 1991 Stevns Sea → 2002 Seven Seas → 2005 Mahmoud H → 2006 Sea Queen → 2007 Serine, am 22. Januar 2008 vor Unije auf Grund gelaufen und danach in Šibenik aufgelegt, am 4. Mai 2013 in Alang verschrottet |
| Scol Spirit    | 695           | 7208118       | 06.03.1972 21.04.1972  | Peter Döhle, Hamburg                   | 1980 Kristina V → 1982 Sudurland, am 25. Dezember 1986 auf der Fahrt von Reyðarfjörður nach Murmansk in Position 67.08.33N, 2.08.19W gesunken, sechs Tote |
| Scol Progress  | 696           | 7211402       | 08.04.1972 26.05.1972  | Peter Döhle, Hamburg                   | 1981 Progress Link → 1982 Rodano → 1985 Rossella → 1991 Arossel → 1997 TMP Sagitarius, am 19. Juli 2002 südlich von East London auf Grund gelaufen und vier Tage später in schwerer Brandung auseinandergebrochen                                                              |